# 原嶋元久
原嶋 元久（はらしま もとひさ、1993年1月1日 - ）は、日本の俳優。東京都出身。スタジオオーデュボン所属。身長169cm、バスト82cm、ウエスト66cm、ヒップ85cm。

## 人物・エピソード
- ミュージカル『テニスの王子様』の切原赤也役で人気を集める。周りからは元ちゃんや元さん、原ちゃんと呼ばれている[2]。
- 5人兄弟（兄、姉、弟、妹）の真ん中。
- 趣味はダブルダッチ・サッカー、特技はバスケットボール[1]。高校ではダブルダッチ部に所属していた。キャンプが好き。
- 高校時代、ラーメン屋のバイトをするが店長が厳しい人で辞めようにも怖くて辞めれず高校の3年間働いていた。

- 甘いものが好きで特にチョコレートとパフェが大好き。チョコレートはマカダミアやピーナッツなどが入っているものは苦手。[3]。
- 2018年2月23日に公式ブログにて株式会社アプレから株式会社テンカラットに移籍することを発表。同月26日に株式会社テンカラットにて公式プロフィールが公開された。
- 2018年8月に有料ファン会員アプリfaniconにて「原嶋元久の部屋なのかもしれない」を開く。
- 2021年5月1日に公式ブログにて株式会社テンカラットを退社したことを発表。
- 2021年6月15日に公式ブログにてスタジオオーデュポンに所属したことを発表。
- 愛犬はミニチュア・シュナウザーの女の子。名前はジジちゃん。

## 出演

### 舞台
- abc★赤坂ボーイズキャバレー Spin Off「ゲネプロ!」（2011年3月2日 - 6日、博品館劇場）
- ミュージカル『テニスの王子様』2ndシーズン - 切原赤也 役
  - 青学vs立海（2012年7月13日 - 9月23日、TOKYO DOME CITY HALL 他）
  - SEIGAKU Farewell Party（2012年10月11日 - 14日、TOKYO DOME CITY HALL）
  - 青学vs比嘉（2012年12月20日 - 2月17日、日本青年館 他）
  - コンサート Dream Live 2013（2013年4月27日 - 29日・5月3日 - 5日、横浜アリーナ 他）
  - テニミュ映画祭 2013（2013年10月5日・6日・11日、シネマサンシャイン池袋 他）
  - 春の大運動会 2014（2014年4月26日、横浜アリーナ）
  - 全国大会 青学vs立海（2014年7月12日 - 9月28日、TOKYO DOME CITY HALL 他）
  - テニミュ映画祭 2014（2014年10月25日・26日、T・ジョイ京都 他）
  - コンサート Dream Live 2014（2014年11月15日・16日・22日 - 24日、さいたまスーパーアリーナ 他）
- ママと僕たち - 鈴木公彦（ハムヒコ） 役
  - ママと僕たち（2013年6月21日 - 30日、AiiA Theater Tokyo）
  - 〜おべんきょイヤイヤBABYS〜（2014年5月2日 - 11日、AiiA Theater Tokyo）
  - ネルフェス2014 in 武道館（2014年11月7日、日本武道館）
  - よちよちフェスティバル 〜もっかい!いち!に!〜（AiiA Theater Tokyo）
    - もっかい!いち!（2015年2月7日 - 15日）
    - もっかい!に!（2015年2月21日 - 3月1日）

  - 〜たたかえ!!泣き虫BABYS〜（2016年7月8日 - 24日、AiiA 2.5 Theater Tokyo 他）[4]
- 猫と犬と約束の燈（2013年7月10日 - 14日、紀伊國屋ホール） - カイジ 役
- 激動-GEKIDO-（2013年8月23日 - 9月2日、新国立劇場 中劇場） - 円城寺泰輔 役
- 女海賊ビアンカ（2013年11月27日 - 12月1日、AiiA Theater Tokyo） - アルベルト 役
- 歳末明治座 る・フェア〜年末だよ!みんな集合!!〜（2013年12月21日 - 24日、明治座 / 12月31日、NHK大阪ホール） - 片岡八郎 役
- 星の王子さま（2015年4月1日 - 12日、DDD AOYAMA CROSS THEATER） - 飛行士 役
- タガタリススムの、的、な。（2015年6月4日 - 7日、座・高円寺1） - オウスマコト 役
- 七夕ジャンクション（2015年7月8日 - 12日、博品館劇場） - 歌麿 役
- 女海賊ビアンカ（2015年9月9日 - 13日、AiiA 2.5 Theater Tokyo） - アルベルト 役
- SleepingBeauties〜夢をあやつるマブの女王（2015年10月7日 - 11月1日、三越劇場 他） - シェリー 役
- 夜の姉妹（2015年12月11日 - 27日、品川プリンスホテル クラブeX 他） - マリア 役
- 盲目のジェロニモとその兄（2016年1月9日 - 13日、DDD AOYAMA CROSS THEATER） - カルロ 役
- 學蘭歌劇『帝一の國』-血戦のラストダンス-（2016年3月17日 - 27日、AiiA 2.5 Theater Tokyo） - 羽入慎之助 役
- エリカな人々（2016年4月30日 - 5月8日、赤坂REDシアター）
- ポセイドンの牙（2016年6月1日 - 5日、紀伊國屋ホール） - 道井磨多井 役
- Bank Bang Lesson!!（2016年8月30日 - 9月4日、六行会ホール）
- 不機嫌なモノノケ庵（2016年9月6日 - 11日、赤坂RED/THEATER） - 芦屋花繪 / 安倍晴齋 役 ※役替わり [5]
- レイと天使の住む数字（2016年11月23日 - 27日、シアターグリーン） - 短針 役
- 今、此処より、明るい夜をこえて（2017年1月18日 - 22日、シアターグリーン）
- バイバイ、ブラックバード（2017年2月4日、ラゾーナ川崎プラザソル） - 星野一彦 役
- SAFARING THE NIGHT／サファリング・ザ・ナイト（2017年3月2日 - 11日、すみだパークスタジオ特設会場） - ライサンダー 役
- SFF vol.3「3D欲求」（2017年3月28日 - 4月2日、下北沢「小劇場B1」） - カズヤ 役[6]
- ALL OUT!! THE STAGE（2017年5月、Zeppブルーシアター六本木） - 主演・祇園健次 役[7]
- WBB vol.12『ミクロワールド・ファンタジア』（東京公演：2017年7月26日 - 8月1日、紀伊國屋サザンシアター TAKASHIMAYA / 大阪公演：8月4日 - 6日、グランフロント大阪北館ナレッジシアター） - ビリー 役[8]
- イケメン戦国 THE STAGE - 毛利元就 役
  - ～織田軍 VS ”海賊”毛利元就編～（2017年8月29日 - 9月2日、博品館劇場） - 主演
  - ～織田信長編～（2018年4月5日-9日、シアター1010）
  - ～明智光秀編～（2020年9月4日-9日、EX THEATER ROPPONGI）[9]
  - スペシャル 初夢！～ようこそ！くらぶ乱世へ～（2022年1月14日 - 16日、シアター1010）[10]
  - ～猿飛佐助編～（2022年11月12日 - 15日、渋谷区文化総合センター大和田 さくらホール）[11][12]
  - ～帰蝶編～（2023年4月21日 - 24日、渋谷区文化総合センター大和田 伝承ホール）[13]
  - ～FINAL～（2024年8月8日 - 12日、シアター1010）[14]
- 朗読劇企画 久世光彦「黄昏かげろう座」シリーズ3（2017年9月16日・17日、スペースFS汐留）
- ポセイドンの牙-version 蛤-（2017年10月13日 - 21日、紀伊國屋ホール） - 道井磨多井 役
- ミュージカル｢黒執事｣-Tango on the Campania-（2017年12月31日 - 2018年1月14日、TBS赤坂ACTシアター / 2018年1月19日 - 22日、神戸国際会館こくさいホール / 1月26日 - 28日、江南市民文化会館 / 2月3日・4日、本多の森ホール / 2月10日 - 12日、久留米シティプラザ ザ・グランドホール） - スネーク 役
- 舞台『弱虫ペダル』 - 鏑木一差 役
  - 新インターハイ篇～箱根学園王者復格～（ザ・キングダム）（2018年3月2日 - 11日、東京芸術劇場 / 3月16日 - 18日、新神戸オリエンタル劇場）
  - 新インターハイ篇～制・限・解・除（リミットブレイカー）～（2019年5月10日 - 19日、シアター1010 / 5月25日・26日、浪切ホール） - 鏑木一差 役[15]
  - 新インターハイ篇FINAL～POWER OF BIKE～（2020年2月21日 - 23日、天王洲 銀河劇場 / 2月27日 - 29日、大阪メルパルクホール） - 鏑木一差 役[16]
- 気晴らしBOYZ第9回本公演「ふらちな侍」（2018年5月9日 - 13日、あうるすぽっと） - 菊次郎 役
- 男子はつらくないよ？（2018年7月29日 - 8月4日、三越劇場） - ナオキ 役
- NINJA ZONE 〜RISE OF THE KUNOICHI WARRIOR〜（2018年9月5日 - 9日、六行会ホール） - 夜叉丸 役
- 若様組まいる〜若様とロマン〜（2018年10月6日 - 21日、三越劇場）[17] - 皆川真次郎 役
- 椿姫（2018年11月15日 - 18日、シアターグリーン／BASE THEATER） - アルマン 役
- 舞台『仮面ライダー斬月』-鎧武外伝-（2019年3月9日 - 24日、日本青年館ホール / 2019年3月28日 - 31日、京都劇場） - 鎮宮影正[18] / プロト龍玄 役
- 家庭教師ヒットマンREBORN! the STAGE - 獄寺隼人 役[19]
  - -vs VARIA part I-（2019年6月14日 - 23日、シアター1010 / 6月27日 - 30日、柏原市民文化会館 リビエールホール）
  - -vs VARIA part II-（2020年1月6日 - 13日、天王洲 銀河劇場 / 1月17日 - 19日、梅田芸術劇場 シアター・ドラマシティ）
  - -episode of FUTURE- 前編（2021年7月16日 - 22日、天王洲 銀河劇場 / 8月6日 - 8日、サンケイホールブリーゼ）[20]
  - -episode of FUTURE- 後編（2021年7月27日28日 - 8月1日、天王洲 銀河劇場 / 8月13日 - 15日、サンケイホールブリーゼ）※東京公演の27日[21]と大阪公演中止[22]
- ミュージカル『刀剣乱舞』～葵咲本紀～（2019年8月3日 - 10月27日、天王洲 銀河劇場 他） - 徳川秀忠 役[23]
- LEGENDSTAGE feat. HOTCHKISS「Nightmare Hospital ～七つの罪に花束を～」（2020年12月2日 - 6日、草月ホール） - 露木魔佐人 役[24]
- 舞台「パタリロ！」 - タマネギ部隊 役
  - 舞台「パタリロ！」～霧のロンドンエアポート～（2021年1月21日 - 31日、天王洲 銀河劇場）[25]
  - 舞台「パタリロ！」～ファントム～（2022年9月、天王洲 銀河劇場 / サンケイホールブリーゼ）
- good morning N°5「異常以上ゴミ未満、又は名もなき君へ」（2021年11月25日 - 12月12日、小劇場B1）[26]
- 朗読劇「Wizards Storia -luceat-」（2022年4月28日 - 5月1日、DDD AOYAMA CROSS THEATER） - キュレイン 役[27]
- 破天荒フェニックス～いつだって始まっている～（2022年6月1日 - 5日、シアターサンモール）[28]
- 正義ノ嘘人（2022年7月15日 - 24日、シアターサンモール） - 薄井ケイタロウ 役[29]
- ちびまる子ちゃん THE STAGE『はいすくーるでいず』（2022年12月15日 - 25日、天王洲 銀河劇場） - 富田太郎（ブー太郎） 役[30]
- 舞台「鋼の錬金術師」 - デニー・ブロッシュ 役
  - 舞台「鋼の錬金術師」（2023年3月8日 - 12日、新歌舞伎座 / 3月17日 - 26日、日本青年館ホール）[31]
  - 舞台「鋼の錬金術師」-それぞれの戦場-（2024年6月8日 - 16日、日本青年館ホール / 6月29日 - 30日、SkyシアターMBS）
- 劇団「ハイキュー!!」旗揚げ公演（2023年8月19日 - 27日、品川プリンスホテル ステラボール） - 武田一鉄 役[32]
- miwa produce。sec.1『なんでもないトマトなのに』（2024年9月18日 - 22日、π TOKYO）[33]
- 演劇『ライチ☆光クラブ』2025（2025年1月10日 - 26日、IMM THEATER） - ダフ 役[34]
- Uzume 第13回公演『人を喰らって生きてきた。』（2025年4月9日 - 13日、テアトルBONBON）[35]
- ハリー・ポッターと呪いの子（2025年7月8日 - 2026年1月31日〈予定〉、TBS赤坂ACTシアター） - アルバス・ポッター 役[36][37]

### テレビドラマ
- いつかこの恋を思い出してきっと泣いてしまう 第6話（2016年、フジテレビ系） - 山下 役
- 嫌われ監察官 音無一六 season1 第5話（2022年6月3日、テレビ東京） - 佐藤優介 役
- 「ナースが婚活」目黒役（2024年）

### CM
- 東芝ライフスタイル株式会社「PINT!」WEB CM（2017年11月〜2018年12月）
- マネジメントリューションズ（MSOL）（2022年2月～2023年2月）
- 旭化成「路地裏にて」ゴミ袋役（2022年5月～2023年5月）

### 映画
- 僕はこの丘で、君を愛したい…（2006年） - 武 役
- メンゲキ!（2012年）
- ギフテッド～フリムンと乳売り女～（2018年） - 主演・比嘉隼人 役
- ゴーストマスター（2019年12月6日） - 石田謙信 役[38]
- 「「昨日よりも青く明日よりも赤く」（監督：真利子哲也）」（2021年）

### 映像 その他
舞台映像
- 坊ちゃん2015（2015年、アイデム）

短編映画
- Wケータイ ナオキの事情（2015年、佐世保映像社）

その他
- cameratest ＃10（2020年、YouTubeチャンネル「8.8 channel」）[39]

### ミュージックビデオ
- かむろ8「スパイなスパイス」

### CD
- ミュージカル・テニスの王子様2ndシーズン関連
  - 『WE ARE ALWAYS TOGETHER』 TYPE A / TYPE B（2013年4月24日）
- ママと僕たち 関連
- イベント
- 原嶋元久とゴハン【2016/1/30,1/31 開催】
- 原嶋元久 日帰りバスツアー（ 2017/11/25）
- 原嶋元久 27th ANNIVERSARY EVENT（2020/1/25）
- 原嶋元久 ★ オンライン交流【2020/06/28】
- 原嶋元久 ★ オンライン交流【2020/07/26】
- 原嶋元久 ★ オンライン交流【2021/02/28】
- 原嶋元久 ★ オンライン交流【2021/07/30】
- 原嶋元久 TALK EVENT 2021.OCT 【13:30～】
- 原嶋元久★29歳バースデー&バレンタイン★ツーショットチェキ付きTALK EVENT in2022（ 2022年2月5日(土))
- 原嶋元久 ★ オンライン1on1 交流会【2022/05/15】
- 原嶋元久★ツーショット付きTALK EVENT in2022秋（ 2022/10/8(土))
- 原嶋元久 ★ オンライン1on1 交流会【2022/11/19】
- 原嶋元久★30th Birthday Party （ 2023年1月28日(土) ）
- 原嶋元久 ★ オンライン1on1 交流【2023/4/1】
- 原嶋元久★ツーショットチェキ付★トークイベント（2023年6月10日(土)）
- 原嶋元久とBBQ（2023/10/7(土))
- 原嶋元久 ★ オンライン1on1 交流会【2023/12/2】
- 原嶋元久★31th Birthday Party （2024/2/17(土)）